# Pinku eiga
Pinku eiga (jap. ピンク映画, dt. „pinker Film“) ist ein japanisches Filmgenre zwischen Erotik- und Kunstfilm, das seit den 1960er Jahren mehr als 5000 Werke hervorgebracht hat. 

## Geschichte
Der Begriff Pinku eiga wurde 1963 vom Journalisten Minoru Murai geprägt. In den 1970er Jahren machten Pinku eigas etwa die Hälfte der japanischen Kinofilmproduktion aus. Aufgrund der expliziten Darstellung von Sexualität aller Art am ehesten mit westlichen Softcore-Filmen zu vergleichen, haben Pinku eigas im Unterschied dazu meist eine eigenständige Rahmenhandlung, deren Funktion über das schlüssige Aneinanderreihen von Sexszenen hinausgeht. Während die Qualität vieler der gut einstündigen und innerhalb einer Woche auf 35 mm abzudrehenden Filme nur mäßiges Niveau erreicht, zeichnen sich andererseits viele Werke durch eine im westlichen Kino seltene Mischung von Sex und künstlerischem Anspruch bzw. avantgardistischer Umsetzung aus.
Die Bewegung der feministischen Pornografie strahlte von den USA aus auch nach Japan aus. Sachi Hamano drehte als erste Regisseurin Pinku eiga. Sie führte bei über 300 solcher Filme in den 1980er und 1990er Filmen Regie und brachte darin weibliche sexuelle Leistung und Handlungsmacht auf die Leinwand. Damit stellte sie auch die Darstellung von Frauen als Sexobjekte in Frage, die nur männliche Fantasien erfüllen sollten.

## Subgenres
- Roman Porno (Abkürzung von Romantic Pornography), ab 1971
- Pinky Violence (Actionfilm mit Elementen des Pinku eiga), ab 1970
- Violent Pink (Schwerpunkt auf besonders gewalttätiger Darstellung von Vergewaltigungen), ab 1976
- Rose Films (Schwerpunkt auf sexuellen Aktionen unter Schwulen), ab 1983

## Filme (Auswahl)
- 1969: Die blinde Bestie (盲獣, Mōjū)
- 1972: Sayuri, die Stripperin (一条さゆり 濡れた欲情, Ichijō Sayuri Nureta yokujō)
- 1972: Sasori – Scorpion (女囚701号 さそり, Joshū 701-gō: Sasori)
- 1972: Sasori – Jailhouse 41 (女囚さそり 第41雑居房, Joshū Sasori: Dai-41 Zakkyo-bō)
- 1973: Sasori – Den of the Beast (女囚さそり けもの部屋, Joshū Sasori: Kemono-beya)
- 1973: Sasori – Grudge Song (女囚さそり 701号怨み節, Joshū Sasori: 701-gō Urami-bushi)
- 1974: Der Tiger von Osaka (０課の女 赤い手錠, Zero-ka no Onna: Akai Wappa)
- 1974: Hana to hebi
- 1974: Wife to Be Sacrificed
- 1975: Die Geschichte der Abe Sada (実録阿部定, Jitsuroku Abe Sada)
- 1983: Beautiful Mystery (Rose Film)
- 2003: Ambiguous
- 2005: Hiroshi The Freeloading Sex Machine

Folgende Filme sind aufgrund formaler Kriterien (Überschreitung von Längenbegrenzung und Budget) keine Pink-Filme im engeren Sinne, sind jedoch gerade aufgrund ihrer Qualität außerhalb Japans recht bekannt geworden:
- 1976: Im Reich der Sinne (愛のコリーダ, Ai no korīda)
- 1991: Tokio Dekadenz (トパーズ, Topāzu)
- 2003: Die wunderbare Welt der Sachiko Hanai

## Regisseure
| - Yasuharu Hasebe - Ryuichi Hiroki - Toshiharu Ikeda - Takashi Ishii - Teruo Ishii - Shun’ya Itō - Satoru Kobayashi - Kazuo Komizu - Masaru Konuma - Kiyoshi Kurosawa | - Tatsumi Kumashiro - Mitsuru Meike - Yoshimitsu Morita - Ryū Murakami - Giichi Nishihara - Kōyū Ohara - Nagisa Ōshima - Kazuhiro Sano - Hisayasu Sato - Toshiki Sato - Chusei Sone | - Masayuki Suo - Norifumi Suzuki - Tetsuji Takechi - Yōjirō Takita - Noboru Tanaka - Takechi Tetsuji - Kōji Wakamatsu - Takahisa Zeze |

## Darsteller
- Rinako Hirasawa
- Reiko Ike
- Meiko Kaji
- Tamaki Katori
- Junko Miyashita
- Reiko Oshida
- Kazuko Shirakawa
- Miki Sugimoto
- Asami Sugiura
- Naomi Tani
- Noriko Tatsumi